# N-tv
n-tv (произносится «эн-тэ-фау») — бесплатный специализированный коммерческий телеканал Германии информационно-новостной тематики, осуществляющий вещание с 1992 года. Штаб-квартира телеканала находится в Кёльне. Канал входит в состав RTL Group.

## Контент телеканала
Основной контент, наполняющий эфир телеканала: новости, информационно-аналитические программы, экономические обзоры и ток-шоу на общественно-политические темы. Отличительной чертой канала являются срочные выпуски новостей в прямом эфире на наиболее актуальные и горячие темы.
Кроме того, в эфире n-tv большое количество документальных фильмов и документальных сериалов (в том числе производства National Geographic и Spiegel TV), научно-популярных, экономических и спортивных тележурналов, прогнозы погоды и обзор рынка ценных бумаг.

## Приём телеканала
Приём канала осуществляется в Берлине в формате DVB-T (цифровое эфирное телевидение), а также по всей Германии в форматах DVB-C (цифровое кабельное телевидение) и DVB-S (цифровое спутниковое телевидение), IPTV и Live-Streaming в интернете.